# Apamea aliena
Apamea aliena là một loài bướm đêm trong họ Noctuidae.